# アメリカ博覧会
アメリカ博覧会（アメリカはくらんかい）は、1950年3月18日から6月11日まで兵庫県西宮市の阪急西宮球場周辺で開催された地方博覧会である。

## 概要
- 会期：1950年3月18日 - 6月11日 (86日間)
- 開催地：兵庫県西宮市阪急西宮球場及び球場外園（球場西側及び南側）
- 主催：朝日新聞社
- 入場者数：およそ200万人

## 開催内容
第二次世界大戦後に初めて開催された大規模な博覧会で、国際性、規模とも空前の規模で会期が86日間と短期間であったがおよそ200万人が来場した。当初は5月末まで予定だったが6月11日まで延長された。

## 展示
第一会場
- ホワイトハウス
- テレヴィジョン館
- 自動車館
- 新日本産業ホール
- 農業館
- スクエアダンス場
- 移動児童図書館

第二会場
- アメリカ名所の野外大パノラマ
- パンアメリカン航空のクルーザー実物大模型

## その他
西日本各地からは修学旅行・団体旅行で訪問客が殺到し、大阪市内ではカウボーイの市中行進があり、東京から西宮までの直通バス「ブロンディ号」が走った。